# Albatros D.IV
Альбатрос D.IV (нім. Albatros D.IV) — експериментальний німецький винищувач, який використовувався в Першій світовій війні.

## Конструкція та доопрацювання
D.IV був розроблений для випробування редукторної версії двигуна Mercedes D.III потужністю 120 кВт (160 к.с.). На відміну від версії без редуктора, редукторний двигун був повністю закритий у фюзеляжі. Планер в основному поєднував комірку крила D.II з фюзеляжем D.Va.
Три екземпляри було замовлено в листопаді 1916 року, але тільки один був політ. Він був випробуваний з декількома типами гвинтів, але надмірні проблеми з вібрацією та обмежене підвищення продуктивності перешкодили подальшому розвитку.

## Тактико-технічні характеристики
Джерело: Німецька авіація Першої світової війни і повна книга про винищувачів.
Основні характеристики
- Екіпаж: 1 пілот
- Довжина: 7.33 м
- Висота: 2.59 м
- Розмах крила: 9.05 м

- Площа крила: 20.50 м²

Льотні характеристики
- Максимальна швидкість: 165 км/год